# 安田耕之助

安田 耕之助（やすだ こうのすけ、1883年〈明治16年〉 - 1944年〈昭和19年〉）は第八代京都市長。大蔵省出身で衆議院議員や京都市会議長などを歴任した。

## 経歴
安田平四郎とその妻・津留（井上嘉助三女、1860年生）の二男として京都に生まれる。1908年（明治41年）に東京帝国大学法科大学政治科を卒業し、その翌年には文官高等試験行政科試験に合格。大蔵省に入り税務監督局に所属すると司税官、税関事務官、税務監督官、及び兼任で朝鮮総督府事務官等を務めた。
1925年（大正14年）京都市長に選出されたが、1927年（昭和2年）8月に病気を理由に辞任。1930年（昭和5年）の第17回衆議院議員総選挙では京都府第一区より出馬し当選（当選一回）。1942年（昭和17年）から1944年まで京都市会議長を務めた。
耕之助は1912年（大正元年）8月に家督を相続。子爵・慈光寺恭仲の長女で妻の仲子（1894年生）との間に長女・瑠璃子（1919年生）、長男・晃（1923年生）を得た。妹の千代は呉服商の八木清八（1879年生）に嫁ぐ。大正末期頃、八木は各地の大都市に建てられていた音楽堂が京都には無いことを憂い、義兄で当時京都市長を務めていた耕之助にその建設を勧めた。しかし京都市が赤字財政だった為、耕之助と柴田永三郎、そして八木清八の3人で工費3万円費用を寄付。1927年（昭和2年）に円山音楽堂が完成している。